# Eulalia-Sequenz
Die Eulalia-Sequenz (französisch Chanson/Séquence/Cantilène de sainte Eulalie), welche um 880 entstand, gilt als frühestes Beispiel französischer Hagiographie und als erstes literarisches Sprachdenkmal des Französischen. Sie steht der gesprochenen Sprache der damaligen Zeit vermutlich sehr viel näher als die Straßburger Eide.

## Inhalt
Der Text berichtet vom Martyrium der jungen Eulalia, die durch ihre Gläubigkeit den Zorn des heidnischen Herrschers Dacianus auf sich zog. Durch Folter sollte sie sich vom Christentum abwenden und stattdessen dem Teufel dienen. Doch weder Gold noch Schmuck konnten sie umstimmen. Sie zog die körperlichen Qualen dem Verlust ihrer (spirituellen) Unschuld und dem Verrat an Gott vor und wurde schließlich auf dem Scheiterhaufen verbrannt. Die Flammen konnten ihr jedoch nichts anhaben, da ihr Herz rein war von Sünde, und so sollte sie den Tod durch Enthaupten erleiden. Sie ergab sich in den Willen Gottes und bat ihn um Erlösung. Beim Vollzug dieser Todesstrafe flog ihre Seele in Gestalt einer weißen Taube aus ihrem Mund gen Himmel. Der knappe Epilog schließt die Dichtung mit Bitte um Interzession.

## Hintergrund
Eulalia von Mérida ist eine spanische Heilige. Ihr Name setzt sich zusammen aus gr. eu ‚gut‘ und lalein ‚sprechen‘ und bedeutet somit ‚die Redegewandte‘.
Ihre Verehrung ist im Abendland und im römischen Afrika weit verbreitet. Sie erscheint auf Mosaikbildern in Sant’Apollinare Nuovo in Ravenna, und mehrere Inschriften erwähnen ihre Reliquien.
Nach der Passio des Prudentius (Peristephanon, 3. Hymnus) soll sie als junges Mädchen heimlich vom elterlichen Landgut in die Stadt Mérida gegangen sein, um dort vor dem Statthalter Einspruch gegen die Verfolgung ihrer Glaubensgefährten zu erheben, was ihr den Zorn des herrschenden Kaisers Maximian einbrachte. Sie wurde gefangen genommen und mit Feuer gefoltert (mit heißem Öl besprenkelt, Knie verbrannt, in den Feuerofen geworfen), doch wie durch ein Wunder blieb sie unversehrt. Der späteren Legende nach stieg bei ihrem Tode durch das Schwert ihre befreite Seele als weiße Taube gen Himmel. Dabei fiel Schnee, der den Leichnam einhüllte. Sie verstarb am 10. Dezember 304. Dieser Tag ist auch ihr Gedächtnistag.
In Darstellungen sieht man sie häufig durch spitze eiserne Haken der Brüste beraubt, teilweise auch gekreuzigt. Außerdem wird sie auf einem brennenden Scheiterhaufen stehend dargestellt, mit Märtyrerkrone und Feuerofen, der auf ihre Folter im Feuer hinweist. Dieser Ofen wird jedoch fälschlicherweise als ihre Todesursache interpretiert.
Seit dem 7. Jahrhundert ist die Verehrung einer gleichnamigen Märtyrerin in Barcelona bezeugt. Da die Quellen zwischen dem 4. und 6. Jahrhundert jedoch nur die heilige Eulalia von Mérida kennen, sind beide wohl identisch.
Eulalia von Barcelona soll als Vierzehnjährige um 305 unter Kaiser Diokletian gekreuzigt worden sein. In Darstellungen versengt dabei vielfach ein Mann ihr Antlitz mit einer Fackel. In Barcelona wird schon früh eine Kirche zur heiligen Eulalia entstanden sein, in deren Altarstein Reliquien eingegossen waren. Durch spätere Legenden wurde sie zur Lokalheiligen Barcelonas. Ihr Gedenktag ist der 12. Februar. Sie ist zudem die Patronin der Reisenden und Schwangeren. Teile ihrer Reliquien befinden sich auch im Kreuzaltar des Breslauer Doms.

## Überlieferung, Datierung und Ursprungsort
Überliefert ist die Eulalia-Sequenz in einer Handschrift der Bibliothek von Valenciennes (Hs. 150, ehem. 143, fol. 141v) und stammt ursprünglich aus der Bibliothek des Benediktinerklosters von Saint-Amand. Dort wurde sie 1837 durch August Heinrich Hoffmann von Fallersleben neu entdeckt.
Über das Datum ihrer Abfassung ist sich die Forschung einig. Die Sequenz steht auf den letzten Seiten einer Handschrift des Kirchenvaters Gregor von Nazianz. Ihr voran geht ihre lateinischen Version (Hs. 150, fol. 141r), gefolgt wird sie von einem in Deutsch verfassten Gedicht, dem Ludwigslied (Rithmus teutonicus/ Chanson de Louis), das vom selben Schreiber zu stammen scheint. Dieses wurde zu Ehren Ludwigs III., König von Frankreich (Sohn Ludwigs II.), verfasst (Einan kuning uueiz ih/ Heizsit her hluduig; Hs. 150, fol. 141v-143r). Aus dem Wortlaut ist zu schließen, dass es noch zu Lebzeiten des Königs entstand, es wurde aber erst kurz nach dem Tode Ludwigs III. (5. August 882) in die Handschrift übertragen. Dort wird der Sieg über die Normannen bei Saucourt (3. August 881) gefeiert. Somit kann auch die Eulalia-Sequenz auf diese Zeit datiert werden (wohl nicht später als 882). Nach heutigem Konsens wurde sie von einem Mönch des Klosters Saint-Amand kurz nach der Überführung der Reliquien Eulalias von Barcelona in das Frauenkloster Hasnon nahe Saint-Amand-les-Eaux im Jahre 878 aufgezeichnet. Ob es sich dabei um den dort tätig gewesenen Musiker und Dichter Hucbald († 930) handelt, ist allerdings umstritten.
Aufgrund der Sprache bzw. des Dialektes, in dem die Sequenz verfasst wurde, ist ihr Entstehungsort in Nordfrankreich zu suchen, vielleicht sogar in der Nähe des nördlich von Valenciennes gelegenen Klosters Saint-Amand, das im 9. Jahrhundert ein bedeutendes spirituelles, kulturelles, literarisches und künstlerisches Zentrum darstellte. Der Dialekt ist demnach in einem Grenzbereich zwischen Pikardisch und Wallonisch anzusetzen. Die sprachlichen Merkmale aus diesem Dialektgebiet sind zwar deutlich (z. B. Verlust des unbetonten finalen t in perdesse und arde; lei ist betontes weibliches Pronomen im Singular als typische Form der nordöstlichen Dialekte), doch finden sich auch Besonderheiten, die sich nur über die Tradition einer damals vorherrschenden, überregionalen Literatursprache, einer scripta, erklären lassen (eingeschobenes d in sostendreiet, voldrent). Es handelt sich also auch bei der Eulalia-Sequenz nicht um eine getreue Wiedergabe der gesprochenen Sprache des 9. Jahrhunderts. Außerdem sind manche Wörter, besonders die Latinismen, vermutlich vielmehr aufgrund des Metrums als aufgrund des vorherrschenden Sprachgebrauchs gewählt worden.

## Die Sequenz im Wortlaut
|    | Originaltext                                 | Neufranzösisch                                                | Deutsch                                                |
| -- | -------------------------------------------- | ------------------------------------------------------------- | ------------------------------------------------------ |
| 1  | Buona pulcella fut Eulalia,                  | Eulalie était une bonne jeune fille.                          | Eine gute Jungfrau war Eulalia,                        |
| 2  | Bel auret corps, bellezour anima.            | Elle avait le corps beau et l’âme plus belle encore.          | Schön war ihr Körper, noch schöner ihre Seele.         |
| 3  | Voldrent la veintre li Deo inimi,            | Les ennemis de Dieu voulurent la vaincre;                     | Wollten sie besiegen die Feinde Gottes,                |
| 4  | Voldrent la faire diaule servir.             | Ils voulurent lui faire servir le Diable.                     | Wollten sie machen dem Teufel dienen.                  |
| 5  | Elle no’nt eskoltet les mals conselliers,    | Elle n’écoute pas les mauvais conseillers                     | Sie hörte nicht auf die bösen Berater,                 |
| 6  | Qu’elle Deo raneiet, chi maent sus en ciel,  | Qui lui demandent de renier Dieu qui demeure au ciel là-haut, | Dass sie Gott entsage, der im Himmel oben thront.      |
| 7  | Ne por or ned argent ne paramenz             | Ni pour de l’or, ni pour de l’argent, ni pour des bijoux      | Nicht für Gold, nicht für Silber, nicht für Schmuck    |
| 8  | Por manatce regiel ne preiement;             | Ni par la menace ni par les prières du roi.                   | Noch durch königliche Drohung noch durch Bitte;        |
| 9  | Niule cose non la pouret omque pleier        | Rien ne put jamais la faire plier ni amener                   | Nichts konnte sie jemals beugen                        |
| 10 | La polle sempre non amast lo Deo menestier.  | La jeune fille à ne pas aimer toujours le service de Dieu.    | Das Mädchen nicht zu lieben den Dienst an Gott.        |
| 11 | E por o fut presentede Maximiien,            | Et pour cette raison elle fut présentée à Maximien            | Und deshalb wurde sie vor Maximian gebracht,           |
| 12 | Chi rex eret a cels dis soure pagiens.       | Qui était en ces temps-là le roi des païens.                  | Der König war in dieser Zeit über die Heiden.          |
| 13 | Il li enortet, dont lei nonque chielt,       | Il lui ordonna, mais peu lui chaut,                           | Er ermahnte sie, aber das kümmerte sie wenig,          |
| 14 | Qued elle fuiet lo nom chrestiien.           | De renoncer au titre de chrétienne.                           | Dass sie dem Namen Christin entsage.                   |
| 15 | Ell’ent adunet lo suon element;              | Elle rassemble sa force.                                      | Sie sammelte ihre Kräfte;                              |
| 16 | Melz sostendreiet les empedementz            | Elle préfère subir la torture plutôt                          | Lieber ertragen würde sie die Folter                   |
| 17 | Qu’elle perdesse sa virginitét;              | Que de perdre sa virginité.                                   | Anstatt ihre [spirituelle] Unschuld zu verlieren.      |
| 18 | Por os furet morte a grand honestét.         | C’est pourquoi elle mourut avec un grand honneur.             | Dafür starb sie mit großer Ehre.                       |
| 19 | Enz enl fou lo getterent com arde tost;      | Ils la jetèrent dans le feu pour qu’elle brûlât vite.         | Ins Feuer warfen sie sie, dass sie alsbald verbrenne.  |
| 20 | Elle colpes non avret, por o nos coist.      | Elle n’avait pas commis de faute, aussi elle ne brûla point.  | Sie hatte keine Sünde, also verbrannte sie nicht.      |
| 21 | A czo nos voldret concreidre li rex pagiens; | Le roi païen ne voulut pas accepter cela.                     | Das wollte nicht glauben der heidnische König;         |
| 22 | Ad une spede li roveret tolir lo chieef.     | Avec une épée, il ordonna de lui couper la tête.              | Mit einem Schwert befahl er ihr den Kopf abzuschneiden |
| 23 | La domnizelle celle kose non contredist:     | La jeune fille ne protesta pas contre cela.                   | Das Mädchen dieser Sache widersprach nicht:            |
| 24 | Volt lo seule lazsier, si ruovet Krist;      | Elle veut quitter le monde; elle prie le Christ.              | Wollte dieses irdische Leben lassen, sie bat Christus; |
| 25 | In figure de colomb volat a ciel.            | Sous la forme d’une colombe, elle s’envole au ciel.           | In Gestalt einer Taube fliegt sie gen Himmel.          |
| 26 | Tuit oram que por nos degnet preier          | Prions tous qu’elle daigne intercéder pour nous,              | Bitten wir alle, dass sie für uns beten möge           |
| 27 | Qued auuisset de nos Christus mercit         | Afin que le Christ ait pitié de nous                          | Dass mit uns Christus Gnade habe                       |
| 28 | Post la mort et a lui nos laist venir        | Après la mort et nous laisse venir à lui                      | Nach dem Tod, und uns zu ihm kommen lasse              |
| 29 | Par souue clementia.                         | Par sa clémence.                                              | Durch seine Milde.                                     |
|    | (Version Ayres-Bennett 1996: 31 entnommen)   | (Version dem Weblink Nr. 1 (27. Juli 2006) entnommen.)        |                                                        |

(Übersetzung durch die Verfasserin des Artikels. Die Übersetzung ist bewusst so nahe wie möglich an die altfranzösischen Struktur angelehnt.)

## Formale und inhaltliche Eigenschaften
Formal folgt die Eulalia-Sequenz dem Hymnus des Prudentius, dem Canticum Virginis Eulaliae, der jedoch über zweihundert Verse umfasst.
Die 29 Verse der Sequenz sind unterschiedlicher Länge, und über das genaue metrische Schema sind sich die Forscher uneins (zumeist werden 9- bis 13-Silber sowie ein 7-Silber als Schlussvers gezählt). Die Verse sind außerdem durch Assonanz gekennzeichnet. Der Originaltext ist in Karolingischer Minuskel verfasst und sehr gut lesbar. Die Gattung Sequenz (oder Cantilène) verdankt ihre Entstehung der Liturgie. Dabei handelt es sich um eine melodieunabhängige Form geistlicher (hagiographischer) Dichtung, die im 9. Jahrhundert aufkam. Eine Melodie, wie sie von manchen Forschern dennoch angenommen wird, ist nicht bekannt. Formal ist die Eulalia-Sequenz ohne Nachfolge geblieben.
Inhaltlich steht sie in der Tradition der lateinischen Heiligenviten. Sie unterscheidet sich dabei von der lateinischen Version, wenn beispielsweise Kaiser Maximian als Richter auftritt und Eulalia durch das Schwert stirbt, weil ihr die Flammen nichts anhaben können.

## Sprache
Die Eulalia-Sequenz ist in Altfranzösisch, also einer aus dem Vulgärlatein entwickelten Sprache, verfasst. Dieser Text weist einige der Hauptmerkmale dieser romana lingua auf, wie beispielsweise einen tief greifenden Wandel im Phonemsystem, Vereinfachungen im Deklinationssystem, Entwicklung hin zur Verbalperiphrase, erstes Auftreten des Artikels, des Personalpronomen in der 3. Person, des Konditionals (conditionnel) etc. Die Schreibform des Altfranzösischen in der Eulalia-Sequenz ist dabei in der Wiedergabe der Phonie schon recht gut entwickelt.
Man erkennt außerdem neben der abnehmenden Latinität einen zunehmenden französischen Habitus. Dennoch finden sich noch Latinismen (anima, Deo, inimi, rex, Christus, post, clementia) und Halblatinismen (menestier, colpes, virginitét). Die Kirche stand dem Volk bzw. der Volkssprache bereits viel näher als es beispielsweise juristische Texte wie die Straßburger Eide taten. Viele dieser Wörter wurden im theologischen Sinn verwendet und dabei direkt aus der lateinischen Liturgie in die Volkssprache entlehnt.

### Phonologie

#### Vokale
Besonders auffällig sind die diphthongierten Formen des betonten o > uo in freier Stellung (buona, ruovet), aber auch e > ei (concreidere) oder o > ou (bellezour). Das a in derselben Position wird zu e (presentede, spede) oder bleibt noch erhalten (buona, pulcella). Die Diphthongierung erscheint jedoch nicht in einsilbigen Wörtern wie por. Dieses Wort ist auch ein Beispiel für Metathese (por < PRO). Ebenso fehlt das prothetische e in spede (nicht espede > neufrz. épée).

#### Konsonanten
Besonders häufig ist die Palatalisierung des [j] (MINACIA > manatce [ts], BELLATIOREM > bellezour, FUGIAT > fuiet), k bzw. g im Wortinneren verschwindet ganz (PLICARE > pleier, PRECAMENTUM > preiement).

### Morphosyntax

#### Adjektivmorphologie
Der neue romanische analytische Komparativ ist hier noch nicht belegt. Bellezour ist als Relikt des lateinischen synthetischen Komparativs (BELLATIOREM) zu sehen.

#### Artikel
Zum ersten Mal sind bestimmter und unbestimmter Artikel in einem Text belegt. Der bestimmte Artikel kommt vom lateinischen Demonstrativpronomen ILLE, ILLA (li Deo inimi, les mals conselliers, lo Deo menestier). Er wird dort verwendet, wo Personen oder Dinge bereits eingeführt wurden. Wird eine Person oder Sache zum ersten Mal genannt, so geht ihr der unbestimmte Artikel voran (ad une spede). Der unbestimmte Artikel leitet sich von den lateinischen Numeralia UNUS, UNA ab. Diaule ‚Teufel‘ steht jedoch noch ohne Artikel.

#### Verben
Reste des lateinischen Plusquamperfekts werden hier in Funktion der einfachen Vergangenheit verwendet (HABUERAT > auret; POTUERAT > pouret; FUERAT > furet etc.). Es zeigt sich außerdem bereits die Entwicklung von synthetischen zu analytischen Formen (z. B. fut presentede als Passivform). Es sind zahlreiche Konjunktivformen vorhanden (AMAVISSET > amast, PERDIDESSET > perdesse, HABUISSET > auuisset). Diese Formen des Konjunktiv Imperfekt im Französischen werden aus den lateinischen Plusquamperfektformen gebildet, haben aber teilweise Präsensbedeutung.
Die Form fut in Vers 1 ist typisch für das Altfranzösische, wo Imperfekt noch sehr selten auftritt. Eret erscheint jedoch bereits und leitet sich ab vom lateinischen Imperfekt.

#### Klitika
Kontrahierte Formen finden sich häufig in altfranzösischen Texten. Im vorliegenden Text sind es vor allem Enklitika. Folgen zwei einsilbige Wörter aufeinander, so entfällt der letzte unbetonte Vokal des zweiten Wortes, wenn darauf ein Konsonant folgt, und der verbleibende Konsonant schließt sich an die vorangehende Silbe an (enl < en le; nos < non se; no’nt < non inde, wobei zusätzlich ent reduziert wird).

### Satzstellung
Die Satzstellung im Altfranzösischen weist noch große Flexibilität auf. So zeichnet sich zum Beispiel der erste Teil des Verses 2 dadurch aus, dass das Subjekt nicht explizit genannt wird, und das Adjektiv von seinem Substantiv durch das Verb getrennt ist (Bel auret corps [...]). In Vers 20 ist die Reihenfolge S[ubjekt]O[bjekt]V[erb], in Vers 27 dagegen VSO etc.

### Lexik
Der Wortschatz stammt hauptsächlich aus dem religiösen Bereich und betont den Unterschied zwischen Körper und Geist bzw. Seele (corps/anima). Außerdem zeigt sich, dass das Französisch dem Vulgärlatein entstammt. So entwickelte sich fou (> neufrz. feu) aus FOCUS ‚Feuerstelle‘ und nicht etwa aus IGNIS ‚Feuer‘, der klassisch lateinischen Form. Dagegen findet sich noch chieef < CAPUT (‚Kopf‘) anstatt der metaphorischen Form TESTA ‚Tonkrug‘, wie sie im Vulgärlatein belegt ist (neufrz. tête).

### Orthographie
Das betonte a in offener Silbe erscheint bereits als e (spede, portede), stellenweise aber auch noch als a (buona, pulcella, anima). Hier ist eher die Tradition der lateinischen Orthographie als eine phonetische Opposition zu vermuten. Das Fehlen einer standardisierten Orthographie zeigt sich auch im Fall von krist/christus.
Der Beleg manatce mit der Graphie tc für [ts] belegt die Aussprache mit Verschlussreibelaut, der erst später zu [s] wird.
Der Laut [k] wird orthographisch vor o als ein c wiedergegeben (cose ‚chose‘) und ch vor i (chi ‚qui‘).
Hilty (1990) nimmt für den ersten Vers ein Anagramm für alleluia an: BuonA puLcELla fUt EulalIA.

## Besondere Auslegungsschwierigkeiten
Im Vers 17 bereitet besonders das Wort virginitét Schwierigkeiten. Price (1990) betont, dass Eulalia wohl kaum um den Verlust ihrer Jungfräulichkeit zu bangen hatte, wurde sie doch mit dem Tode bedroht. So befürwortet er die Auslegung pureté, intégrité, innocence, also spirituelle Reinheit, Integrität oder Unschuld. Bereits Barnett (1959) sieht in virginitét hier eine metaphorische Verwendung. So sei spirituelle Reinheit eine grundlegende Eigenschaft eines Christen gewesen.
Hauptprobleme in der Auslegung stellt aber der Vers 15 dar: ell’ent aduret lo suon element. Dabei bereiten drei Wörter Schwierigkeiten: ent, aduret sowie element. Letztere können nur im Zusammenhang erklärt werden, denn element ist direktes Objekt des Verbs aduret.
Hilty (1990) legt ent folgendermaßen aus: Das Adverb habe eine sowohl zeitliche als auch kausale Bedeutung (danach und als Konsequenz). Durch ent wird der negative Ausgang der Unterhaltung Eulalias mit Maximian repräsentiert (Verse 11–14), aber auch – globaler betrachtet – der erste Teil der Sequenz mit dem Folgenden logisch verknüpft: weil sie gut ist und allen Versuchungen widersteht, beginnt ihr Martyrium (Vers 19ff.).
Von Forschern und Herausgebern wurde lange Zeit nur die Form adunet berücksichtigt. 1938 untersuchte der amerikanische Forscher H. D. Learned die Handschrift genauer. Aufgrund der unterschiedlichen Tintenstärke kam er zu dem Schluss, dass der damalige Schreiber zunächst ein r notiert hatte. Learneds Ansicht nach verwischte dieser die noch feuchte Tinte, und so wurde das r zu einem n (Learned verwendet das englische Wort „smear“). In der Folge übernahmen Forscher wie Barnett (1961), Avalle (1966) oder Hilty (1968) die Form aduret. Die Form adu[?]et scheint also vielmehr ein paleographisches als ein philologisches Problem darzustellen.
Nach Hilty (1990) trägt aduret, das zum Infinitiv adurer gehört, die Bedeutung ‚endurer’ (ertragen). Element sei im Sinne eines der vier Elemente, hier dem Feuer, zu verstehen. Feuer, das Folterinstrument Eulalias, sei ihr Element schlechthin. Es wird zu ihrem Verbündeten, der ihr nichts anhaben will. In der lateinischen Version erstrahlt nach ihrem Tod ihr Stern deshalb so hell, weil in ihr ein inneres Feuer glüht. Somit bedeutet der Vers nach Hilty „elle endure le feu“ (sie erträgt das Feuer). Nach Barnett (1961) steht der Buchstabe u jedoch eher für den Laut [o] oder [u] anstatt für [y], was das Verb adorare ergäbe. Element würde dann ‚faux dieu’ (falscher Gott, Götze) bedeuten, was folgende Interpretation ergäbe: „Maximien l’exhorte à fuir le nom chrétien et à adorer son faux dieu [le dieu à Maximien]“ (Maximian ermahnt sie, dem Titel Christin zu entsagen und [stattdessen] seinen [den Maximians] Götzen anzubeten). Price (1990) schließt sich der Meinung Hiltys an. Er zieht allerdings auch die Lesart adunet in Betracht. Anders als Learned sieht er in der Form n eine bewusste Korrektur. Neben adurer ist in der Tat auch adunare im Spätlatein belegt in der Bedeutung ‚réunir’ (versammeln). Somit könnte der Vers lauten: „elle rassemble tout son courage“ (sie sammelt all ihren Mut). Price verweist jedoch gleichzeitig auf Barnett (1961), nach dem weder für element noch für das lateinische Etymon ELEMENTUM die Bedeutungen ‘courage, force’ belegt seien. Andere Auslegungen des Wortes element gehen sehr weit und fanden weitgehend keinen Eingang in die gängige Lehrmeinung: MENTEM ‚esprit’ (Geist), ALA MENTE (für ALLA MENTE) ‚autrement’ (anderweitig) oder gar lenement < LINAMENTUM ‚drap de lin’, ‚vêtement de lin’ (Wäschestück).

## Referenzen

### Quelle
- La Séquence de sainte Eulalie. Manuscrit 150, fol. 141v. Bibliothèque municipale de Valenciennes.

### Weiterführende Literatur
- Avalle, D’Arco Silvio: Alle origini della letteratura francese. Torino: G. Giappichelli 1966.
- Dion, Marie-Pierre: La Cantilène de sainte Eulalie. Actes du colloque de Valencienne, 21 mars 1989. Lille: ACCES/Valenciennes: Bibliothèque municipale de Valenciennes 1990.
- Hilty, Gerold: „La Séquence de Sainte Eulalie et les origines de la langue littéraire francaise“. In: Vox Romanica 27 (1968), S. 4–18.
- Hilty, Gerold: „Les serments de Strasbourg et la Séquence de Sainte Eulalie“. In: Vox Romanica 37 (1978), S. 126–150.